# 位於戀愛光譜極端的我們
《位於戀愛光譜極端的我們》（簡稱）是日本作家創作的輕小說系列，magako擔綱插圖，2020年9月至2025年3月經富士見Fantasia文庫出版。改編漫畫於2022年2月23日起開始連載，由繪畫。改編電視動畫由ENGI製作，於2023年10月至12月播出。

## 劇情
故事迴盪至結婚前一次高中段考完後男主角加島龍斗在與好友比分數玩懲罰遊戲，結果輸掉後在自認為不會成功的想法下向心儀的對象也就是女主角白河月愛告白，沒想到月愛意外的接受了告白且當天就將龍斗帶到自己的房間準備進行性行為，在龍斗的一番勸說與教育下月愛決定等到打從心底喜歡龍斗時再做。後來兩人在交往期間經相互了解與多次互動雙雙被彼此打動而越來越愛上對方。

## 角色列表
以下無附註者為電視動畫的聲優。
加島龍斗（聲：花江夏樹）
本作男主角，月愛的丈夫，故事開始時是高中生。喜歡瀏覽影音網站，有點社交恐懼症，是個不折不扣的邊緣人兼宅男，個性雖內向但只要有人在他面前說錯話就會狠狠的瞪著對方並給予強烈反擊。以懲罰遊戲為契機向憧憬的月愛告白後成功與她交往，一開始不太了解月愛，但在交往期間與月愛相互了解並於多次互動時被她打動，後來越來越愛上她。剛與月愛交往時意外發現她的前男友們疑似都只是看上她的身子而與她交往玩玩膩了就分手的渣男，於是勸說並教育了她一番不能與剛交往沒多久的男生上床。雖知曉月愛的過去，但認為那些是什麼並不重要。原本一直認為自己無法配上月愛，但慢慢被她打動後重拾信心，且相信只有自己能夠給她幸福。願意為了月愛去付出一切，把她當成打從心底最寶貝的人。認識非常多名車與車子的性能，但在與人介紹時很常一不小心就講的太入迷。在海愛轉學過來後曾因她亂傳月愛的交往謠言而瞪著並大罵她亂說話，後來海愛準備答應他在國一時的告白並成為戀人關係，但被他以自己現在已有女友並過的很幸福為由拒絕，在這兩件事後就讓笑琉對他徹底改觀，也開始相信他絕對能帶給月愛幸福。
白河月愛（聲：大西沙織、麻倉桃（PV））
本作女主角，龍斗的妻子，故事開始時是他心儀的女同學。處於校園階層最上層的圈子，不會思考複雜的東西，總是積極向前生活下去的美少女。與龍斗交往的事給身邊的人帶來意想不到的衝擊，一開始不太了解龍斗，但在交往期間與龍斗相互了解並於多次互動時被他打動，後來越來越愛上他。對喜歡的人很專一，但前男友們疑似都只是看上自己身子玩玩膩了就分手的渣男，最終都傷害並辜負了自己，而他們也都被閨蜜笑琉用拳頭趕走。龍斗雖知曉自己的過去，但認為那些是什麼並不重要。在聽到龍斗提到他曾與海愛告白但被拒絕時表示：「我要感謝那個女孩拒絕龍斗，不然我就不能與龍斗在一起了。」父母是從國一就認識並在一起，後來在高中畢業時就結婚，這讓月愛非常嚮往這樣的戀情，但這也讓自己非常痛苦，因為父母現已離婚，自己是被父親獨自拉拔長大，後來在龍斗的安撫下重新找回自信。因知曉龍斗願意為自己付出一切而把他當成打從心底最寶貝的人。在海愛轉學過來後曾因她亂傳自己的交往謠言而讓龍斗氣炸，後因兩人都喜歡龍斗而與她成為情敵關係，最終在龍斗拒絕海愛的告白後更愛上龍斗，而在這之後與海愛作為姊妹關係互相敞開心扉並互相諒解，也就此恢復姐妹關係。在餐廳得知父親將再婚卻未提前告知時氣得當場大哭，最後是在家被龍斗安撫才緩和心情。
黑瀨海愛（聲：古賀葵）
月愛的異卵雙胞胎妹妹，龍斗初中的初戀對象，但是拒绝了龍斗的告白，轉到龍斗的學校後又開始再次在意起他。在轉學過來後曾因亂傳月愛的交往謠言而讓龍斗生气，後想答應他的告白並成為戀人關係，但被他以自己現在已有女友並過的很幸福為由拒絕。因為父母現已離婚，自己是被母親獨自拉拔長大，原先兩對姐妹就有誤解且互相交流甚少，還有在轉學過來後因與月愛都喜歡龍斗而與她成為情敵關係，而在這之後與月愛作為姊妹關係互相敞開心扉並互相諒解，也就此恢復姐妹關係。雖支持龍斗與月愛交往，但内心還是深深喜還著龍斗。
山名笑琉（聲：福原綾香）
與月愛最親密的閨蜜，靠著拳頭幫月愛把那些傷害並辜負她的渣男前男友們趕走，後在近鄰以「北中的妮可」馳名，其實意思就是「北中最會打架的女太保」。外表很剽悍實則很溫柔，把月愛與朱璃當成自己的親妹妹一樣照顧。常因外表而被認為是不良少女，但其實將來的夢想是成為指甲美容師，也因打扮濃豔而被龍斗暱稱為「濃妝辣妹」。在月愛告訴她自己已開始和龍斗交往時因月愛被太多渣男傷害過而一開始對龍斗很不信任，但在慢慢看到龍斗對月愛的付出後逐漸改觀並改變了想法，也會以旁敲側擊的方式去為他助攻。在海愛向龍斗告白時曾誤會龍斗要劈腿，經龍斗與月愛解釋後才發現這是一個誤會。她是月愛的朋友圈中唯一一個知道海愛是她親妹妹的人。與柊吾是情人關係，在這之前他們分手過一次，所以兩個在第四卷第三章之前都是暗戀關係，在小說第六卷第五章关家柊吾出發去北海道念醫學科，笑琉逐漸發現自己其實並不是很能接受自己學長不會對自己放下，於是回頭看向蓮並與他成為新的戀人，也放下了於學長的這段戀情。
關家柊吾（聲：前野智昭）
在補習班與龍斗認識，以醫學院為目標，但補考了四年之長。只要打扮起来就是帥哥。很照顧龍斗這個小老弟，後在海愛到補習班上課時自願幫他提供資訊好讓他可以躲開不被誤會。與笑琉是情人關係，在這之前他們分手過一次，所以兩個在第四卷第三章之前都是暗戀關係。在小說第六卷第五章出發去北海道念醫學科，雖然放不下笑琉但還是決定去完成夢想。
谷北朱璃（聲：楠木灯）
與月愛最親密的閨蜜。雖然以服裝造型師為目標努力著，但常因為個子小而不適合穿潮流衣服煩惱。每天都忙於帥哥偶像應援團的活動，後來慢慢開始喜歡被自己拒绝的祐輔，但由於自己很害羞不知該如何稱讚所以通常都是以罵人的語氣來讚美他導致祐輔一直誤以為朱璃討厭他，直到龍斗看不下去祐輔的反應站出來和他說朱璃已經喜歡了你四年多他才終於反應過來。於第七卷結束與祐輔還未結婚時懷上祐輔的孩子。
仁志名蓮（聲：阪口大助）
龍斗和祐輔的好朋友，雖然不在同一班但一直在一起。在這期間喜歡上了月愛的閨蜜笑琉，雖然他都知道笑琉對他有點感情，可是依然比較不過笑琉與柊吾之前的關係更好，導致他一直都暗戀著笑琉，但最終有情人終成眷屬，笑琉回頭看向他並與他成為新的戀人，也讓笑琉成功放下了與學長柊吾的這段戀情。
伊地知祐輔（聲：落合福嗣）
龍斗與蓮的好朋友，體型偏胖，儘管他知道龍斗和月愛之間的關係，但他仍然決心走自己的路。後來在小說第三卷第五章喜歡上了朱璃，動漫第10集向朱璃告白但被拒絕，隨後宅在家中減肥成功讓朱璃漸漸喜歡上自己，但由於朱璃對他的語言表達都是以罵人的語氣來表達自己的情感，周圍人雖然都看得出來這是表揚他，但他自己卻渾然不知並一直想放棄，直到四年後在一次互動上龍斗的助攻才成功讓有情人終成眷屬。
久慈林晴空
跟龍斗升上同一所大學法應大學時唯一交到的好朋友。
松本老師（聲：內田真禮）
龍斗和月愛所在的班級的班主任。
黑瀬真生（聲：岡本信彦）
月愛和海愛的叔父。是個個性非常外向的人，可很快與他人變得友好，但因外表的關係也很常被誤會成流氓。很照顧後輩，會竭盡全力為他們解決問題，因此受到龍斗、月愛、海愛和笑琉的敬重。雖然在海邊開著泳具租賃店與餐廳，但本職其實是作家。
渡邊紗代（聲：神田美夏）
月愛和海愛的曾祖母。紗代奶奶是月愛和海愛兩姊妹媽媽的祖母，而月愛因為在爸爸面前說要見媽媽時會有點尷尬，所以都會改成說要見她。非常會煮料理，但菜色幾乎都和魚有關，所以有時真生會小抱怨一下。
黑瀬明惠（聲：本多真梨子）
月愛和海愛的親生母親，於離婚後獨自撫養著海愛。習慣帶著海愛在紗代奶奶家旁舉行夏日祭典時回去見她老人家並順便見月愛，但月愛與她已有快兩年未見面，直到學園文化祭時兩人才順利見面。在餐廳得知前夫要再婚時只表示他這個人就是這樣，所以自己才會和他離婚。
白河健（聲：興津和幸）
月愛和海愛的親生父親，於離婚後獨自撫養著月愛。在去餐廳與月愛等人會合時通知了自己將要再婚，但這讓月愛很不能接受。
白河綺麗
KEN（聲：KUN）
知名直播主，原型就是現實中的日本Youtuber“KUN”。

## 出版書籍

### 輕小說
| 卷數   | KADOKAWA      | KADOKAWA               | 台灣角川       | 台灣角川                                               |
| 卷數   | 發售日期      | ISBN                   | 發售日期       | ISBN／EAN                                              |
| ------ | ------------- | ---------------------- | -------------- | ------------------------------------------------------ |
| 1      | 2020年9月19日 | ISBN 978-4-04-073809-3 | 2021年9月16日  | ISBN 978-986-524-771-3                                 |
| 2      | 2021年3月19日 | ISBN 978-4-04-073993-9 | 2022年3月24日  | ISBN 978-626-321-277-0                                 |
| 3      | 2021年9月18日 | ISBN 978-4-04-074213-7 | 2022年7月25日  | ISBN 978-626-321-596-2 EAN 471-128-961-085-4（特裝版） |
| 4      | 2022年2月19日 | ISBN 978-4-04-074286-1 | 2022年10月11日 | ISBN 978-626-321-864-2 EAN 471-128-961-176-9（特裝版） |
| 5      | 2022年9月16日 | ISBN 978-4-04-074539-8 | 2023年6月21日  | ISBN 978-626-352-601-3                                 |
| 6      | 2023年3月17日 | ISBN 978-4-04-074540-4 | 2023年10月25日 | EAN 471-128-961-599-6（特裝版） ISBN 978-626-378-047-7 |
| 7      | 2023年9月20日 | ISBN 978-4-04-075011-8 | 2024年4月10日  | ISBN 978-626-378-763-6                                 |
| 短篇集 | 2024年3月17日 | ISBN 978-4-04-075337-9 | 2025年2月17日  | ISBN 978-626-415-275-4                                 |
| 8      | 2024年6月20日 | ISBN 978-4-04-075012-5 |                |                                                        |
| 9      | 2025年2月20日 | ISBN 978-4-04-075724-7 |                |                                                        |
| 10     | 2025年3月19日 | ISBN 978-4-04-075725-4 |                |                                                        |

### 漫畫
| 卷數 | 史克威爾艾尼克斯 | 史克威爾艾尼克斯       | 東立出版社   | 東立出版社             |
| 卷數 | 發售日期         | ISBN                   | 發售日期     | ISBN                   |
| ---- | ---------------- | ---------------------- | ------------ | ---------------------- |
| 1    | 2022年9月12日    | ISBN 978-4-7575-8145-6 | 2023年8月9日 | ISBN 978-626-360-819-1 |
| 2    | 2022年11月11日   | ISBN 978-4-7575-8258-3 | 2025年6月6日 | ISBN 978-626-02-1671-9 |
| 3    | 2023年4月12日    | ISBN 978-4-7575-8527-0 |              |                        |
| 4    | 2023年10月12日   | ISBN 978-4-7575-8855-4 |              |                        |
| 5    | 2024年3月12日    | ISBN 978-4-7575-9103-5 |              |                        |
| 6    | 2024年8月9日     | ISBN 978-4-7575-9355-8 |              |                        |
| 7    | 2025年1月10日    | ISBN 978-4-7575-9614-6 |              |                        |
| 8    | 2025年7月11日    | ISBN 978-4-7575-9894-2 |              |                        |

## 電視動畫
2022年9月9日，宣佈獲改編為由ENGI製作的電視動畫。

### 主題曲
片頭曲「Love You Tender!」
作詞、作曲：北澤佑扶，編曲：UNDER_COVERS，主唱：內田真禮
第1話作為片尾曲使用。
片尾曲（第2話－第9話、第11話－第12話）
作詞：TKT，作曲：EREN，主唱：AliA

### 各話列表
| 話數       | 日文標題 | 中文標題                                         | 劇本     | 分鏡              | 演出       | 作畫監督 | 總作畫監督        | 首播日期       |
| ---------- | -------- | ------------------------------------------------ | -------- | ----------------- | ---------- | --- | ----------------- | -------------- |
| EPISODE 01 |          | 沒經驗的我向 有經驗的妳 告白的故事               | 福田裕子 | 大庭秀昭          | 大庭秀昭   | 和田裕二、關鸚、韓強 | 伊藤陽祐          | 2023年 10月6日 |
| EPISODE 02 |          | 沒經驗的我和 有經驗的妳 初次約會的故事           | 福田裕子 | 橫手颯太          | 福元信一   | Kang Hyeon-guk Shin Eun-ah、Han Jung-yi Lee Seong-jin、Ahn Min-mi                                                                   | 鯉川慎平          | 10月13日       |
| EPISODE 03 |          | 沒經驗的我為 有經驗的妳 準備驚喜的故事           | 長嶋宏明 | 渡邊慎一          | 水野健太郎 | 和田祐二、南原孝衣子 手島勇人、周婧、黄華 關鵬、韓強                                                                                | 伊藤陽祐          | 10月20日       |
| EPISODE 04 |          | 沒經驗的妳對 有經驗的妳 心生嫉妒的故事           | 福田裕子 | 大庭秀昭          | 大庭秀昭   | 和田裕二、關鸚、韓強 | 鯉川慎平          | 10月27日       |
| EPISODE 05 |          | 沒經驗的我和 有經驗的妳 一起過夜的故事           | 長嶋宏明 | 星野雄大朗        | 星野雄大朗 | 和田祐二、陳潔瓊、劉大軍 徐闖、關鵬                                                                                                 | 伊藤陽祐          | 11月3日        |
| EPISODE 06 |          | 沒經驗的妳和 有經驗的某人 劈腿的故事             | 伊神貴世 | 菱川直樹          | 伊藤魔鬼   | 和田祐二、Kang Hyeon-guk Lee Seong-jin、Shin Eun-ah Ahn Min-mi、Han Jung-yi Kim Hyeon-a                                             | 鯉川慎平          | 11月10日       |
| EPISODE 07 |          | 沒經驗的我和 有經驗的妳 去參加夏日祭典的故事     | 福田裕子 | 大庭秀昭 神戶洋行 | 福元信一   | 秋山繪梨、青戶結加 和田祐二、劉大軍、關鵬 徐闖、陳潔瓊、劉定福                                                                      | 伊藤陽祐 鯉川慎平 | 11月17日       |
| EPISODE 08 |          | 沒經驗的我們和 有經驗的妳 一起去玩生存遊戲的故事 | 長嶋宏明 | 山本惠            | 平田貴大   | 增井良紀、橫山香月、秋山繪梨 青沼光、青戶結加、田守優希 和田祐二、Shin Eun-ah、Park Jae-seok Kim Hyeon-a、Lee Seong-jin、Ahn Min-mi | 伊藤陽祐 鯉川慎平 | 11月24日       |
| EPISODE 09 |          | 沒經驗的我跟 有經驗的妳 一起跑步的故事           | 伊神贵世 | 渡边慎一          | 神户洋行   | 青沼光、田守优希 和田祐二、田中栞莉 Go Yu-il、Kim Hyeon-gyeong Jo Mi-jeong                                                          | 伊藤陽祐 鯉川慎平 | 12月1日        |
| EPISODE 10 |          | 沒經驗的我和 有經驗的妳 錯過的故事               | 伊神贵世 | 殿水敦子          | 伊藤史夫   | 關鵬、陳潔瓊、和田祐二 | 鯉川慎平          | 12月8日        |
| EPISODE 11 |          | 沒經驗的我和 有經驗的妳 分手的故事               | 福田裕子 | 大庭秀昭          | 大庭秀昭   | 田中栞莉、和田祐二 Kang Hyeon-guk、Park Jae-seok Lee Ji-taek、Lee Seong-jin Ahn Min-mi                                              | 伊藤陽祐          | 12月15日       |
| EPISODE 12 |          | 沒經驗的我和 有經驗的妳 留下經驗的故事           | 福田裕子 | 渡邊慎一          | 石井輝     | 鯉川慎平、DAEKO 和田祐二、Jumondou Seoul                                                                                            | 鯉川慎平          | 12月22日       |

### 播映平台
| 播映地區   | 播映平台                 | 播映日期                | 播映時間              | 備註 |
| ---------- | ------------------------ | ----------------------- | --------------------- | ---- |
| 台灣       | 巴哈姆特動畫瘋           | 2023年10月6日－12月22日 | 星期五 22:30（UTC+8） |      |
| 台灣       | KKTV                     | 2023年10月6日－12月22日 | 星期五 22:30（UTC+8） |      |
| 台灣       | LINE TV                  | 2023年10月6日－12月22日 | 星期五 22:30（UTC+8） |      |
| 台灣       | LiTV 線上影視            | 2023年10月6日－12月22日 | 星期五 22:30（UTC+8） |      |
| 台灣       | Ofiii 歐飛               | 2023年10月6日－12月22日 | 星期五 22:30（UTC+8） |      |
| 台灣       | friDay影音               | 2023年10月6日－12月22日 | 星期五 22:30（UTC+8） |      |
| 台灣       | MyVideo                  | 2023年10月6日－12月22日 | 星期五 22:30（UTC+8） |      |
| 台灣       | Hami Video               | 2023年10月6日－12月22日 | 星期五 22:30（UTC+8） |      |
| 台灣       | 中華電信MOD              | 2023年10月6日－12月22日 | 星期五 22:30（UTC+8） |      |
| 台灣       | 中嘉bb寬頻.bbTV          | 2023年10月6日－12月22日 | 星期五 22:30（UTC+8） |      |
| 台灣       | CATCHPLAY+               | 2023年10月6日－12月22日 | 星期五 22:30（UTC+8） |      |
| 台灣       | Muse木棉花-TW（YouTube） | 2023年10月6日－12月22日 | 星期五 22:30（UTC+8） |      |
| 香港、澳門 | Muse木棉花-HK（YouTube） | 2023年10月6日－12月22日 | 星期五 22:30（UTC+8） |      |

## 外部連結
- 富士見Fantasia文庫特設網站（日語）
- 漫畫官方網站（日語）
- 電視動畫官方網站（日語）
- 電視動畫的X（前Twitter）（日語）